# Kanton Talmont-Saint-Hilaire
Talmont-Saint-Hilaire is een kanton van het departement Vendée in Frankrijk. Het kanton maakt deel uit van het arrondissement Sables-d'Olonne.

## Gemeenten
Het kanton Talmont-Saint-Hilaire omvatte tot 2014 de volgende 9 gemeenten:
- Avrillé
- Le Bernard
- Grosbreuil
- Jard-sur-Mer
- Longeville-sur-Mer
- Poiroux
- Saint-Hilaire-la-Forêt
- Saint-Vincent-sur-Jard
- Talmont-Saint-Hilaire (hoofdplaats)

Bij de herindeling van de kantons door het decreet van 17 februari 2014, met uitwerking op 22 maart 2015, werden daar volgende 14 gemeenten aan toegevoegd:
- Beaulieu-sous-la-Roche
- La Chapelle-Achard
- La Chapelle-Hermier
- Le Girouard
- L'Île-d'Olonne
- Martinet
- La Mothe-Achard
- Nieul-le-Dolent
- Saint-Georges-de-Pointindoux
- Saint-Julien-des-Landes
- Saint-Mathurin
- Sainte-Flaive-des-Loups
- Sainte-Foy
- Vairé

Op 1 januari 2017 werden de gemeenten La Chapelle-Achard en La Mothe-Achard samengevoegd tot de fusiegemeente (commune nouvelle):
- Les Achards.